# 鄭京擇
鄭 京擇（チョン・ギョンテク、朝鮮語: 정경택）は、朝鮮民主主義人民共和国の軍人、政治家。朝鮮人民軍総政治局長、朝鮮民主主義人民共和国国務委員会委員、朝鮮労働党中央委員会政治局委員候補、朝鮮労働党中央軍事委員会委員。朝鮮人民軍における軍事称号（階級）は大将。国家保衛相などを歴任した。金日成執権期に政務院副総理などの要職を歴任した鄭準澤は父親である。

## 経歴
生年月日や出生地など詳しいことはわかっていない。2015年に李乙雪元国防委員会委員の後任に選出された。公の場に出る前は、朝鮮労働党組織指導部などに極秘で勤めていたとされ、金正恩国務委員長の側近とされる。
2017年には金元弘の後任として国家保衛相に任命された。同年10月7日に開催された、朝鮮労働党中央委員会第7期第2回総会で朝鮮労働党中央軍事委員会委員、朝鮮労働党中央委員会委員に補選された。2018年4月12日に開かれた、最高人民会議第13期第6回会議で朝鮮民主主義人民共和国国務委員会委員に選出された。2019年4月10日に開かれた、党中央委員会第7期第4回総会で党中央委員会政治局委員候補に選出され、翌日4月11日に開かれた、最高人民会議第14期第1回会議で国務委員会委員に再任された。
2018年にアメリカ財務省から人権侵害に関与したとして、在米資産を凍結された。2020年5月に大将に昇進した。
2021年1月5日から開催された朝鮮労働党第8次大会で中央委員会委員に再選され、1月10日に開催された党中央委員会第8期第1回総会で党中央委員会政治局委員、党中央軍事委員会委員に選出された。2022年6月8日から10日にかけて行われた朝鮮労働党中央委員会第8期第5回総会拡大会議で朝鮮人民軍総政治局長に任命された。

## 参考サイト
- 북한정보포털